# Gouvernement Sifi I
République algérienne
Malek Sifi II
Le premier gouvernement de Mokdad Sifi est le gouvernement algérien en fonction du 16 avril 1994 au 27 novembre 1995

## Composition
| Portefeuille | Ministre                                                                             |
| --- | ------------------------------------------------------------------------------------ |
| Chef du gouvernement                                                                                                | Mokdad Sifi                                                                          |
| Ministre des Affaires étrangères                                                                                    | Mohamed Salah Dembri                                                                 |
| Ministre de l’Intérieur, des Collectivités locales, de l’Environnement et de la Réforme administrative              | Abderrahmane Meziane Chérif (jusqu’au 2 juillet 1995) Mostefa Benmansour             |
| Ministre de la Justice                                                                                              | Mohamed Teguia (jusqu’au 7 mars 1995) Mohamed Adami                                  |
| Ministre des Finances                                                                                               | Ahmed Benbitour                                                                      |
| Ministre de la Restructuration industrielle et de la Participation                                                  | Mourad Benachenhou                                                                   |
| Ministre de l’Industrie et de l’Énergie                                                                             | Amar Makhloufi                                                                       |
| Ministre des Moudjahidine                                                                                           | Saïd Abadou                                                                          |
| Ministre de la Communication                                                                                        | Mohammed Benamar Zerhouni (jusqu’au 7 mars 1995) Ahcène Bechiche dit Lamine Bechichi |
| Ministre de l’Éducation nationale                                                                                   | Amar Sakhri                                                                          |
| Ministre de l’Enseignement supérieur et de la Recherche scientifique                                                | Aboubakr Benbouzid                                                                   |
| Ministre de l’Agriculture                                                                                           | Noureddine Bahbouh                                                                   |
| Ministre de l’Équipement et de l’Aménagement du territoire                                                          | Cherif Rahmani                                                                       |
| Ministre de l’Habitat                                                                                               | Mohamed Maghlaoui                                                                    |
| Ministre de la Santé et de la Population                                                                            | Yahia Guidoum                                                                        |
| Ministre de la Jeunesse et des Sports                                                                               | Sid Ali Lebib (jusqu’au 25 octobre 1995)                                             |
| Ministre de la Formation professionnelle                                                                            | Hacène Laskri                                                                        |
| Ministre de la Culture                                                                                              | Slimane Cheikh                                                                       |
| Ministre des Affaires religieuses                                                                                   | Sassi Lamouri                                                                        |
| Ministre du Travail et de la Protection sociale                                                                     | Mohamed Laïchoubi                                                                    |
| Ministre des Postes et Télécommunications                                                                           | Tahar Allan                                                                          |
| Ministre des Transports                                                                                             | Mohamed Arezki Isli                                                                  |
| Ministre du Commerce                                                                                                | Saci Aziza                                                                           |
| Ministre de la Petite et Moyenne entreprise                                                                         | Réda Hamiani                                                                         |
| Ministre du Tourisme et de l’Artisanat                                                                              | Mohamed Bensalem                                                                     |
| Ministre délégué auprès du ministre des Finances chargé du Budget                                                   | Ali Brahiti                                                                          |
| Ministre délégué au Trésor                                                                                          | Bader-Eddine Nouioua (nommé le 3 août 1994)                                          |
| Ministre délégué auprès du ministre de l’Intérieur chargé des Collectivités locales et de la Réforme administrative | Noureddine Kasdali                                                                   |
| Secrétaire d’État auprès du ministre des Affaires étrangères chargé de la Coopération et des Affaires maghrébines   | Ahmed Attaf                                                                          |
| Secrétaire d’État auprès du chef du gouvernement chargée de la Solidarité nationale et de la Famille                | Leïla Aslaoui (jusqu’au 20 mars 1995) Aicha Henia Semichi                            |